# Gehöft Bahnsteg 1 (Radebeul)
Das Gehöft Bahnsteg 1 steht im Dorfkern des Stadtteils Serkowitz der sächsischen Stadt Radebeul, an der Kötzschenbrodaer Straße direkt westlich der Alten Schmiede. Zwischen Schmiede und Gehöft fließt der Lößnitzbach nach Süden und unterquert dort die Kötzschenbrodaer Straße. An dieser steht gegenüber das ebenfalls denkmalgeschützte Wohnhaus Kötzschenbrodaer Straße 47.

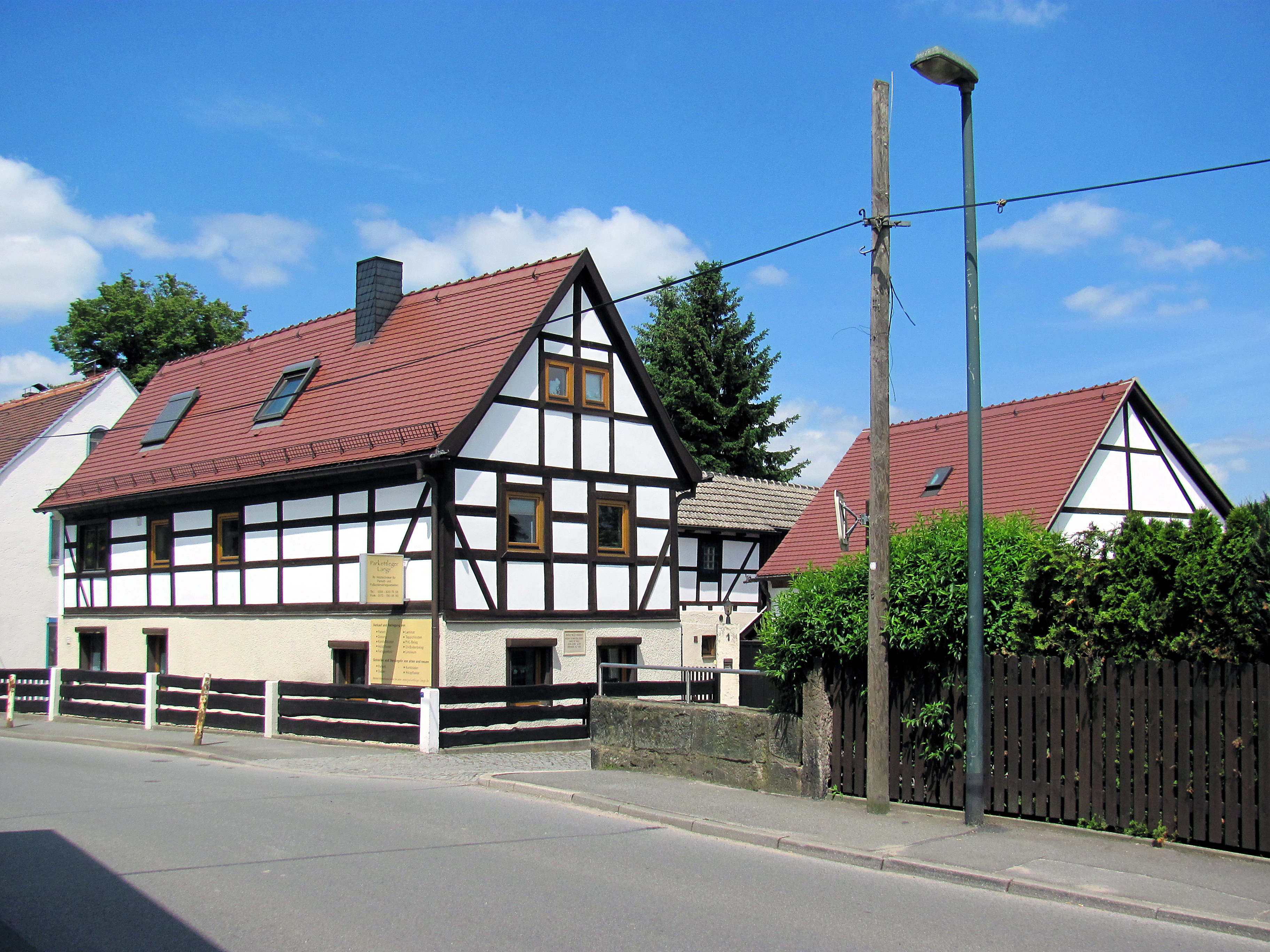
Gehöft Bahnsteg 1, davor die Lößnitzbachbrücke

Der Bahnsteg selbst wurde bereits früh im 18. Jahrhundert von dem Kartografen Hans August Nienborg dokumentiert; es handelte sich um den Weg zum Serkowitzer Vorwerk (Vorwerksteg), ab 1839 mit Eröffnung der nördlich gelegenen Bahnstation Weintraube erfolgte im Volksmund die Umbenennung auf Bahnsteg (1877 amtlich bestätigt).

## Beschreibung
Das denkmalgeschützte Gehöft besteht aus einem winkelförmigen Wohnhaus mit Anbau, einem Stall und einer Scheune.
Das zweigeschossige bäuerliche Wohnhaus des Resthofs eines Handwerksbetriebs steht längs der Kötzschenbrodaer Straße. Das Erdgeschoss ist massiv und verputzt, das Obergeschoss zeigt Fachwerk. Obenauf sitzt ein ziegelgedecktes Satteldach. An der Giebelseite zum Bahnsteg, der rechts vom Haus von der Kötzschenbrodaer Straße nach Norden abzweigt, befindet sich eine neuere Platte mit der Datierung auf 1822. Das Datum stammt von einem rückwärtigen Zaunpfeiler. Der an der linken Gebäuderückseite angesetzte Putzanbau nach Norden hat bei etwa gleicher Traufhöhe ein etwas flacheres Satteldach. Dieser Gebäudeflügel wurde 1932 von dem Architekten Max Czopka zwischen Wohnhaus und Stall errichtet. Ein folgender Umbau ist in der Obergeschoss-Hoffassade mit einem Signet und der Datierung auf 1947 dokumentiert.
In Verlängerung des Anbaus steht der alte Stall, der im Obergeschoss ebenfalls Fachwerk zeigt. Dessen Satteldach ist wiederum leicht niedriger als der Anbau.
Vor dem Stall steht östlich in etwas Abstand die Scheune, sodass sich ein Dreiseithof mit Öffnung nach Südosten ergibt. Diese Scheune hat ein nach Norden zum Garten weit abgeschlepptes Satteldach sowie in den Giebelseiten ebenfalls Fachwerk. Zum Stall hin findet sich ein Schleppdach.
Das zweiflügelige Holztor sitzt zwischen Steinpfeilern mit Prallsteinen.

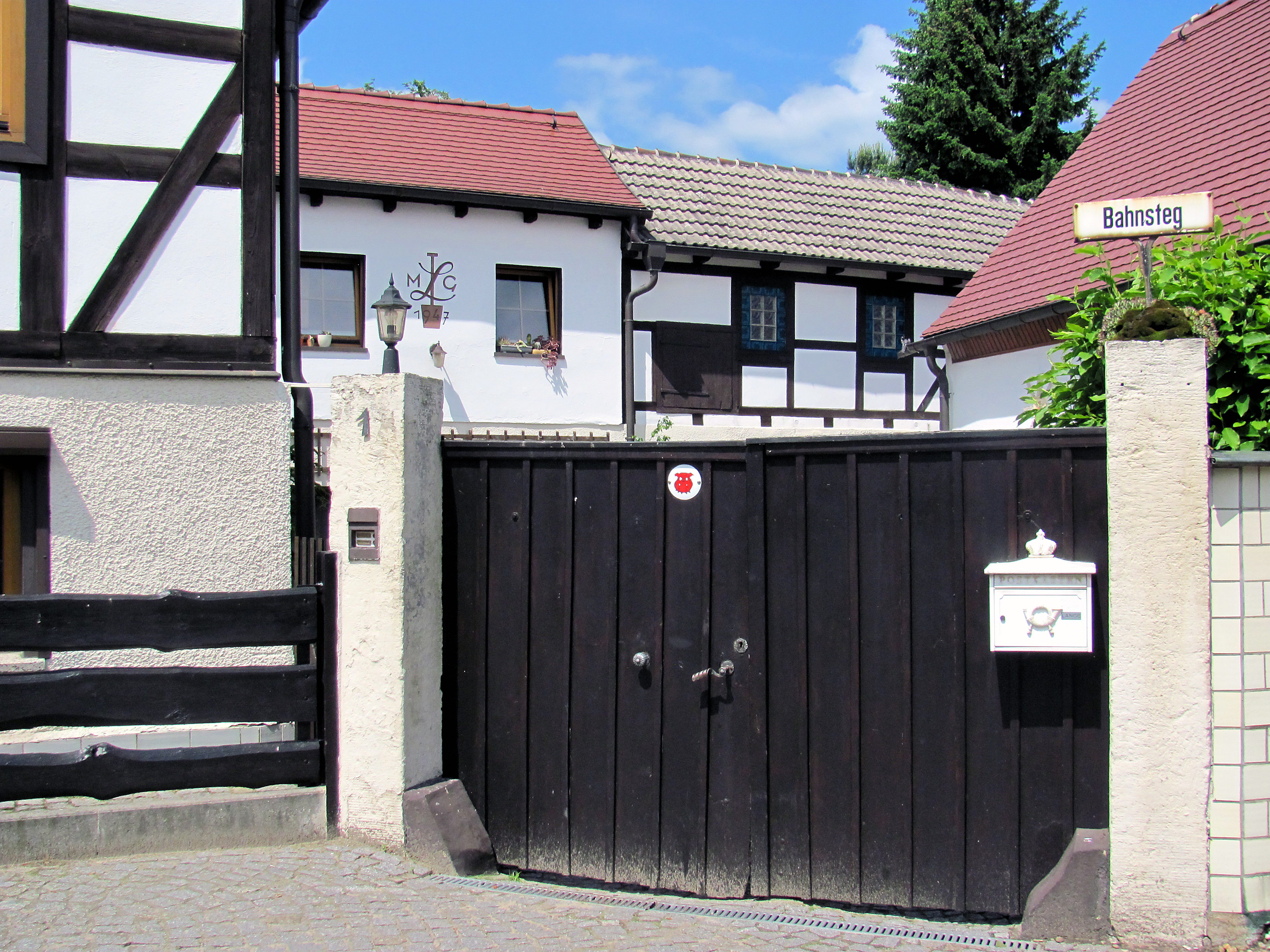
Hoftor mit Prallsteinen, Blick auf Anbau und Stall
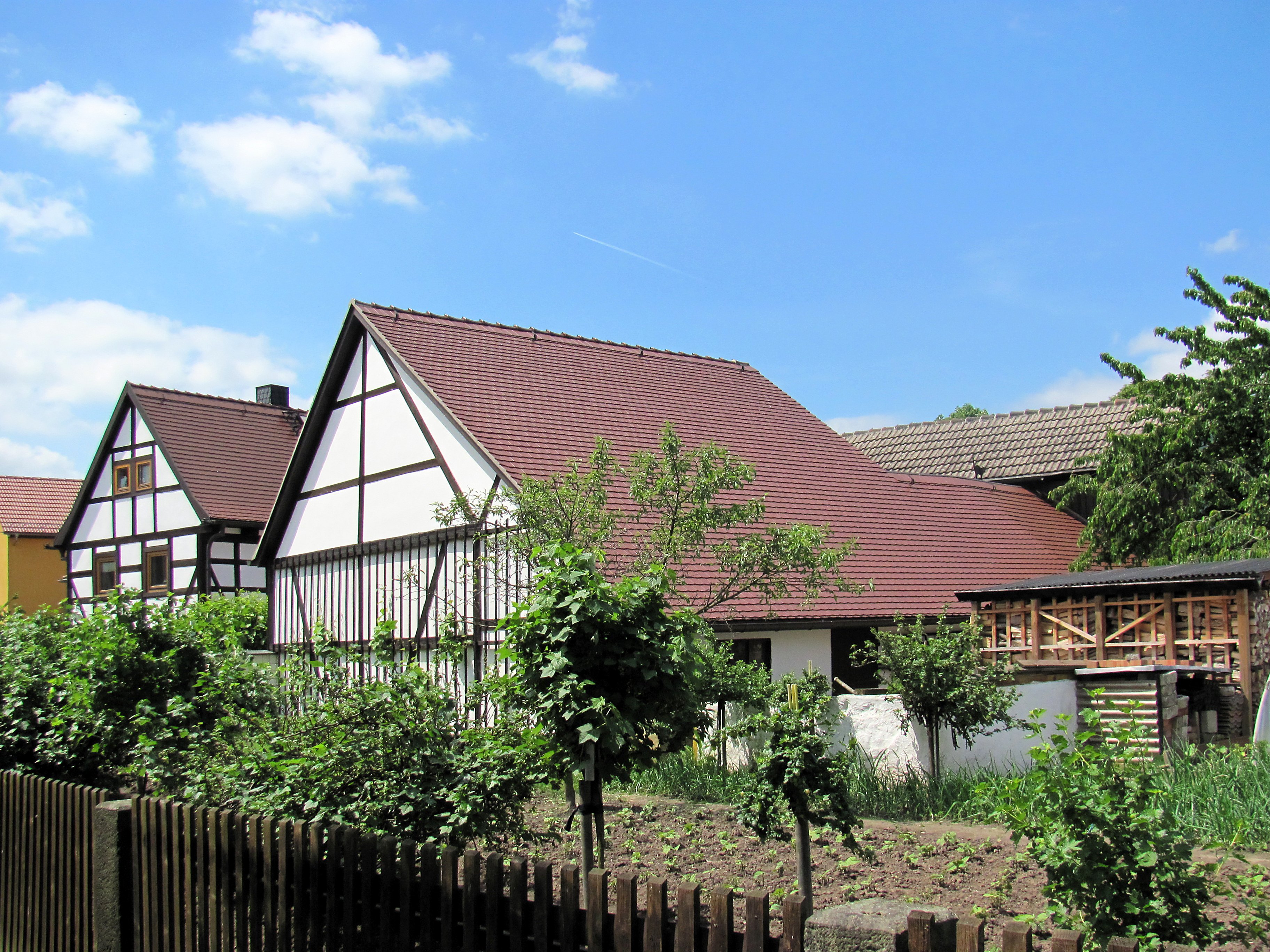
Blick von Norden auf die abgeschleppte Scheune sowie zum Stall hin auf ein Schleppdach
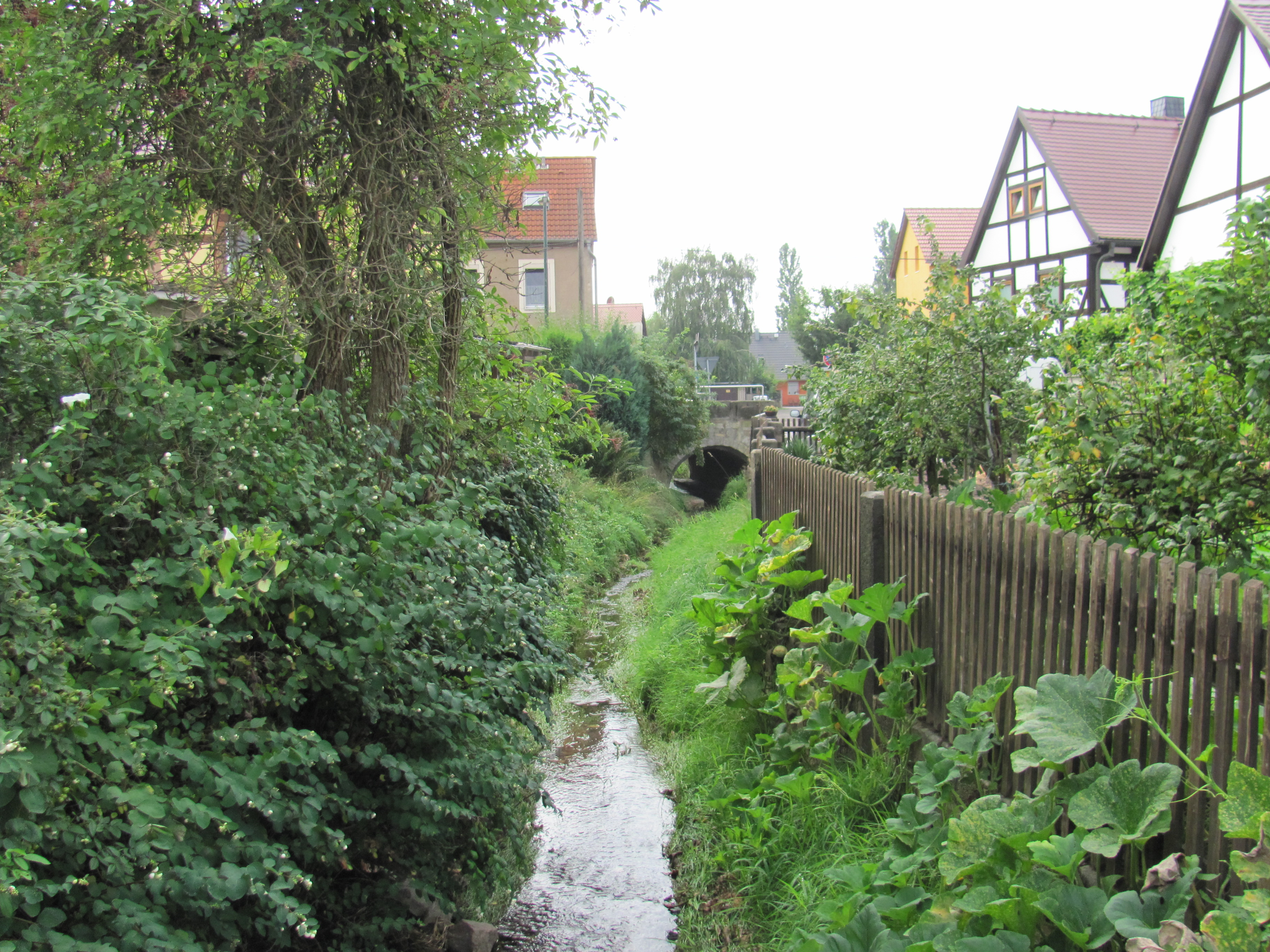
Östlich des Gehöfts fließt der Lößnitzbach und unterquert die Kötzschenbrodaer Straße
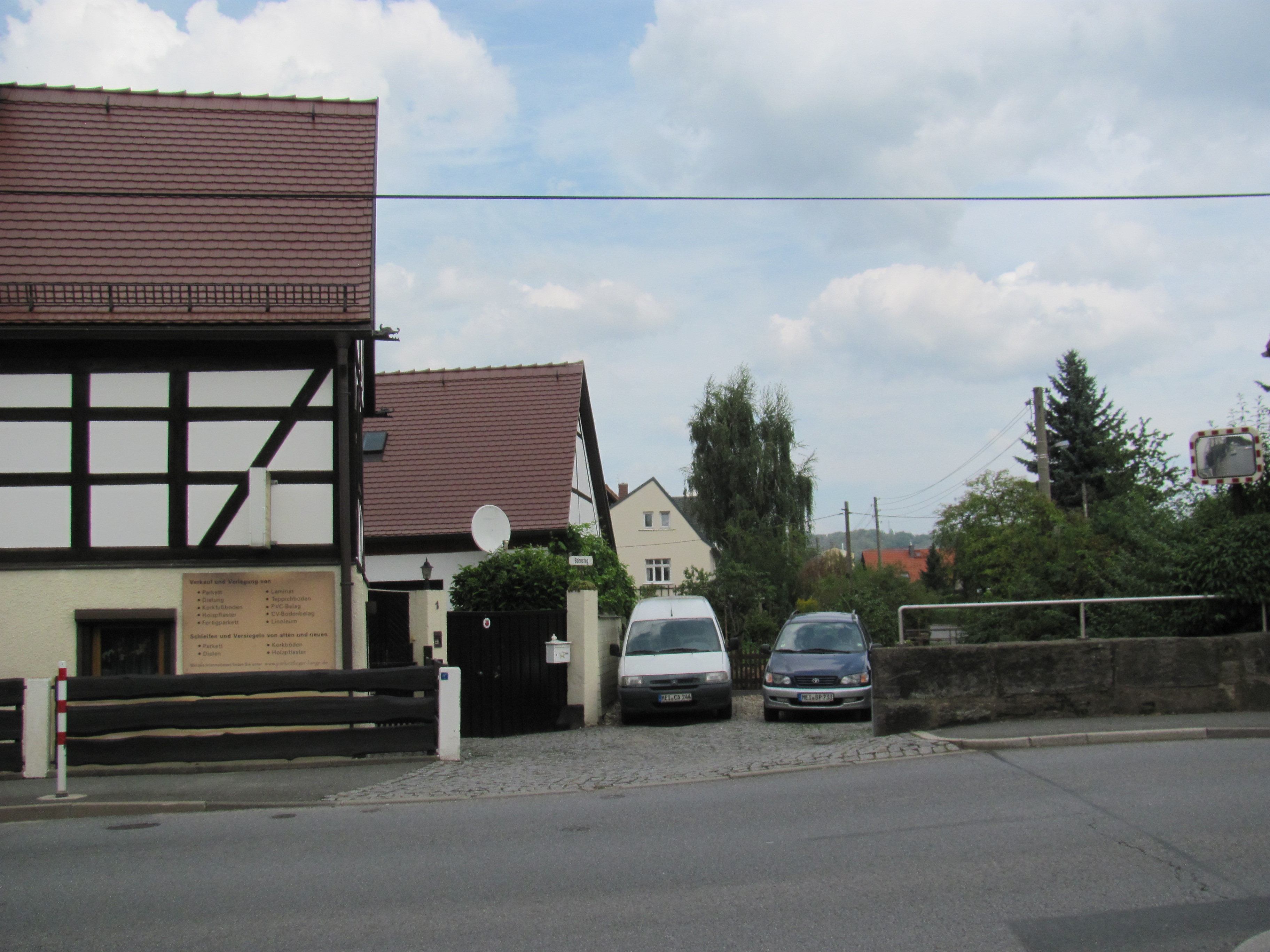
Bahnsteg 1, rechts davon die Lößnitzbach-Brücke
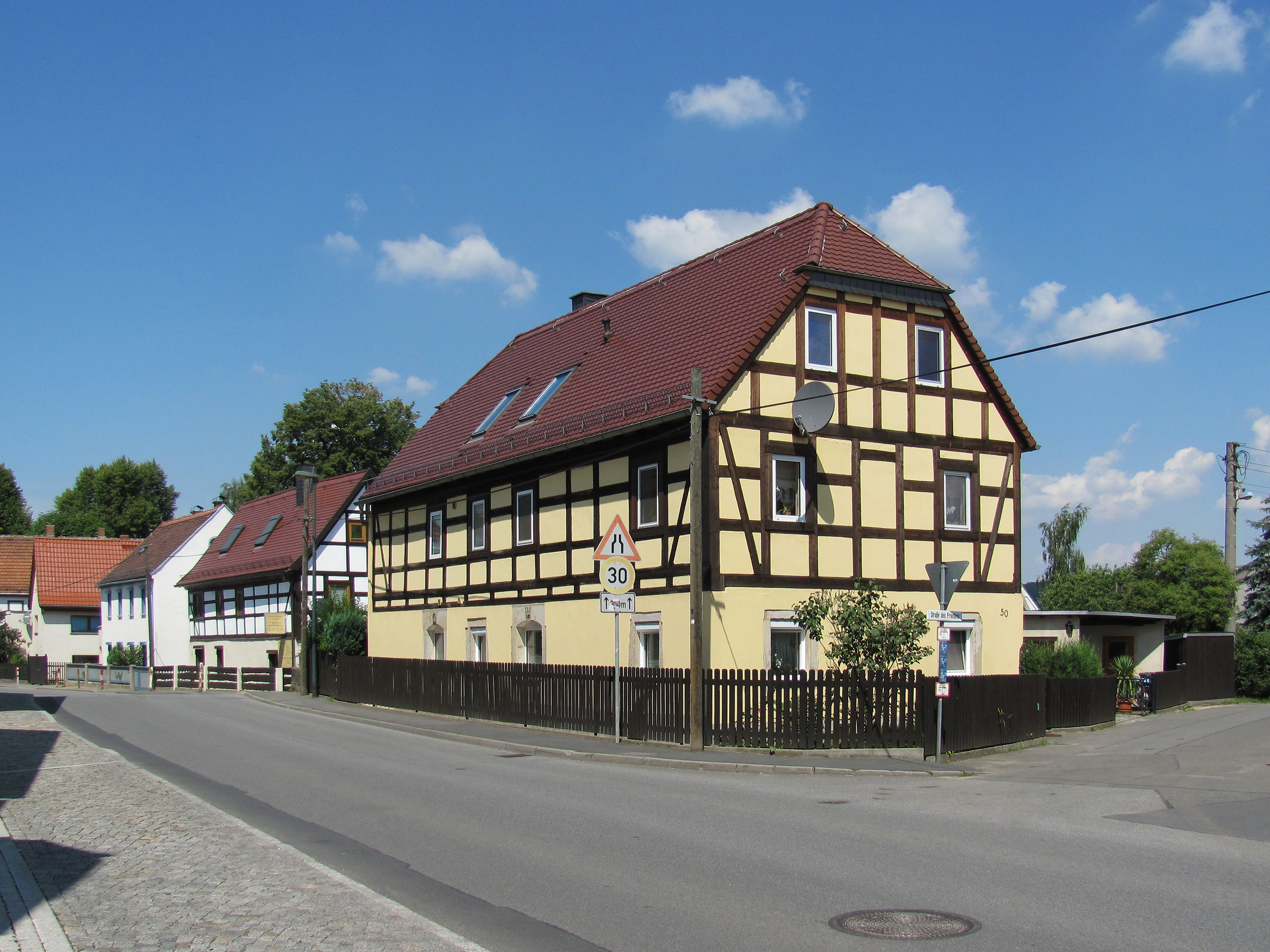
Alte Schmiede und Gehöft Bahnsteg 1